# Батисфера
Батисфе́ра (грец. βαθυς — глибокий і σφαιρα — куля) — прилад для дослідження моря на великій глибині, винайдений в кінці 19 століття. Має вигляд сферо-циліндричної або сферичної сталевої камери, яка опускається у море на сталевому тросі або самостійно (батискаф).
На батисфері досягнуто глибини 1 380 м (1949), на батискафі — 10 915 м (1960, батискаф Трієст).